# Fergusonina brimblecombi
Fergusonina brimblecombi är en tvåvingeart som beskrevs av Tonnoir 1937. Fergusonina brimblecombi ingår i släktet Fergusonina och familjen Fergusoninidae. Inga underarter finns listade i Catalogue of Life.